# Johann Friedrich Agricola
Pour les articles homonymes, voir Agricola.
Johann Friedrich Agricola (né le 4 janvier 1720 à Dobitschen (Duché de Saxe-Gotha-Altenbourg) et mort le 2 décembre 1774 à Berlin) est un compositeur, chanteur, organiste et pédagogue allemand, membre de l'École de Berlin.
Il a également écrit sur la musique, parfois sous le pseudonyme de Flavio Anicio Olibrio.

## Biographie
Agricola fait son droit à Leipzig et étudie parallèlement la musique auprès de Johann Sebastian Bach. En 1741, il part à Berlin ou il suit l'enseignement de Johann Joachim Quantz en composition.
Il est rapidement reconnu comme étant un des organistes les plus talentueux de son temps. Le succès de son opéra comique Il filosofo convinto in amore joué à Potsdam en 1750 le fait rentrer dans la suite de Frédéric le Grand comme compositeur de cour. En 1759 à la mort de Carl Heinrich Graun, il prend la direction de l'orchestre royal. Il épouse la chanteuse Benedetta Emilia Agricola, mariage qu'aurait désapprouvé le roi. Agricola meurt à 54 ans.

## Œuvres
Agricola a composé plusieurs opéras dits « italiens », ainsi que des lieder, des préludes chorals, de la musique pour clavier, des pièces de musique sacrée, principalement des oratorios et des cantates. Il est surtout connu pour ses écrits théorique et critique sur la musique. En 1754, il coécrit un obituaire pour Johann Sebastian Bach avec Carl Philipp Emanuel Bach. Son ouvrage publié en 1757, Anleitung zur Singekunst (« Introduction à l'art du chant »), est une traduction de l'ouvrage de Pier Francesco Tosi Opinioni de' cantori antichi e moderni augmenté de ses propres commentaires.

## Source de traduction
- (en) Cet article est partiellement ou en totalité issu de l’article de Wikipédia en anglais intitulé « Johann Friedrich Agricola » (voir la liste des auteurs).